# Towarzystwo Mieszczan Chrześcijańskich „Gwiazda” w Przeworsku
Towarzystwo Mieszczan Chrześcijańskich „Gwiazda” w Przeworsku (Stowarzyszenie Mieszczan Chrześcijańskich pod opieką Świętego Józefa, Towarzystwo „Gwiazda Przeworska”) – organizacja powstała 20 maja 1892 w Przeworsku. Skupiała głównie rzemieślników i mieszczan zajmujących się rolnictwem.

## Historia
„Gwiazda Przeworska” była jednym z pierwszych tego typu organizacji mieszczańskich na terenie Galicji. Inicjatorami powstania Towarzystwa byli studenci: Mateusz Jurkiewicz, Władysław Zubicki i Jan Krogulecki. Zachęcili do współpracy rodziców i znajomych. Już w roku powstania Towarzystwo liczyło 84 członków. Podstawowym założeniem statutowym „Gwiazdy” było „kształcenie się w pożytecznych wiadomościach i rozwój życia towarzyskiego”. Realizowano te cele poprzez założenie biblioteki, czytelni z czasopismami, urządzanie wykładów z różnych gałęzi wiedzy i organizację wspólnych rozrywek. Działalność Towarzystw opierała się wyłącznie na pracy społecznej, a fundusze uzyskiwano jedynie ze składek członkowskich. Do najbardziej czynnych organizatorów w pierwszym okresie istnienia Towarzystwa należeli m.in. Karol i Kazimierz Kroguleccy, Antoni Rarogiewicz, Jan Różański, Leopold Maksymczuk, Władysław Switalski, Leon Dymnicki, Franciszek Trybalski, Walenty Chmurowicz. Od 1908 Towarzystwo prowadziło chór męski pod batutą Jana Kroguleckiego i orkiestrę dętą. W 1914 liczba członków wzrosła do 200. W czasie I wojny światowej „Gwiazda Przeworska” odniosła znaczne straty – zaginęły instrumenty muzyczne, całe urządzenie wnętrza i część biblioteki. W 1926 liczebność członków spadła do 174. W 1929 przedstawiciele Towarzystwa brali udział we Wszechświatowym Zlocie Słowiańskim w Poznaniu. Kres Towarzystwu przyniosła II wojna światowa. Po wyzwoleniu próbowano reaktywować „Gwiazdę”, lecz bezskutecznie.

## Siedziba
Początkowo siedzibą „Gwiazdy” był prywatny lokal wynajęty u Leona Dymnickiego. W 1900 zakupiono budynek dawnych koszar przy pl. Adama Mickiewicza, tzw. Baumanówkę. Po remoncie zaadaptowano obiekt na siedzibę Towarzystwa. Otwarcie odnowionego gmachu miało miejsce w 1901. W 1908 planowano wznieść nową siedzibę, jednak zamierzenia te nie zostały zrealizowane.